# بریسی (کوه)
بریسی (به لاتین: Brisi) یک کوه در سوئیس است که در کانتون سنت گالن واقع شده‌است. بریسی ۲٬۲۷۹ متر بالاتر از سطح دریا واقع شده‌است.